# Клепушна
Клепу̀шна (на гръцки: Αγριανή, Агряни, до 1927 Κλεπούσνα, Клепусна) е село в Република Гърция, дем Зиляхово, област Централна Македония.

## География
Селото е в историко-географската област Зъхна, в южните склонове на планината Сминица (Меникио). От демовия център Зиляхово (Неа Зихни) е отдалечено на около 6 километра в северна посока. Селото е на хълм между два сухи дола.

## История

### Етимология
Според Йордан Н. Иванов името е от клепу̀ш и по модела си на образуване е много старинно. Сравними са Лопушна и Лопушня. Жителското име е клепу̀шненин, клепу̀шненка, клепу̀шнене.

### В Османската империя
На север и североизток от Клепушна под Бел връх личат следи от стари, запуснати рудници, в които през средновековието е добивано сребро, злато и мед. Рудниците са експлоатирани от генуезци и венецианци, а по-късно и от други романски народи, съдейки по местните имена като Шля̀книке, Ста̀фор, Фра̀нга, Бертру̀д и други.
В османски данъчни регистри на немюсюлманското население от вилаета Зъхна от 1659-1660 година е отбелязано, че Клепушна наброява 124 джизие ханета (домакинства).
В XIX век Клепушна е българско село в каза Зъхна на Османската империя. Църквата „Успение Богородично“ е трикорабна базилика от XIX век, която изгаря в 2004 година.
На истиляма (допитването), проведен през 1872 година, за включване в диоцеза на Българската екзархия 112 къщи гласуват за Езархията, 18 - за Цариградската патриаршия.
В „Етнография на вилаетите Адрианопол, Монастир и Салоника“, издадена в Константинопол в 1878 година и отразяваща статистиката на населението от 1873 година, Клепушна (Klépouchna) е посочено като село със 140 домакинства и 470 жители българи.
В 1889 година Стефан Веркович („Топографическо-этнографическій очеркъ Македоніи“) отбелязва Клепушна като село със 142 български къщи.
В 1891 година Георги Стрезов пише:
| „ | Клепоушна, село на С от Зиляхово, неподалеч от 1 час. Лежи в подножията на Боздаг. Голо и каменисто място; нивята им са в Зиляховско. Църква, в която четат смесено; училище смесено с 40 ученика. Къщи 140 само българе. | “ |

Учители са Стоица Стоянова и Тодор Чопов.
Към 1900 година според статистиката на Васил Кънчов („Македония. Етнография и статистика“), населението на Кепушна брои 1100 българи-християни.
По данни на секретаря на Българската екзархия Димитър Мишев („La Macédoine et sa Population Chrétienne“) през 1905 година в Клепушна (Klepouchna) има 880 българи екзархисти и 320 патриаршисти като в селото функционира българско училище.
На 26 януари 1906 година в Клепушна е убита гъркоманката Мария Антонова. На 18 юли 1907 година българската чета на войводата Камбанов влиза в Клепушна и убива гъркоманина Георги Лазов.

### В Гърция
Към 1913 година по данни на Йордан Н. Иванов в селото има 1500 – 1600 души българи – над 300 семейства, от които 130 гъркомански. След Междусъюзническата война в 1913 година селото попада в Гърция. Още през лятото на същата година 170-те екзархийски семейства бягат в България.
През 1916-1918 година по време на Първата световна война областта е под българско управление и част от бежанците се връщат. Данни от март 1918 година сочат 748 жители и 148 къщи в Клепушна.
След войната екзархистите отново напускат Клепушна в 1918 година. Клепушнени живеят в Неврокоп и Неврокопско, Перущица и Велинград. По-късно голяма част от останалите в Клепушна гъркомани се заселват в разрастнатала се гара Порна.
В 1926 година името на селото е променено на Агряни, но официално промяната влиза в регистрите от следващата 1927 година.
| Име        | Име        | Ново име   | Ново име   | Описание                                  |
| ---------- | ---------- | ---------- | ---------- | ----------------------------------------- |
| Пилаф тепе | Πιλάφ Τεπέ | Стронгилон | Στρογγυλόν | връх в Сминица на С от Клепушна (1023 m)  |
| Ялъм       | Γιαλούμι   | Флога      | Φλόγα      | връх в Сминица на С от Клепушна (1312 m)  |
| Дулия      | Ντούλια    | Кидониес   | Κυδωνιές   | връх в Сминица на СИ от Клепушна (1238 m) |
| Ярец       | Γιάρετς    | Кацикаки   | Κατσικάκι  | връх в Сминица на С от Клепушна           |
| Хаир       | Χαΐρι      | Прокопи    | Προκοπή    |                                           |
| Батак      | Μπατάκ     | Ласподес   | Λασπώδες   | местност на ЮИ от Клепушна                |

## Личности
Родени в Клепушна
- Атанас Паскалев Манганарев (1877 – след 1943), български революционер
- Вангел Филипов (Евангелос Филипидис), гръцки свещеник и агент (втори клас) на гръцка андартска чета в Македония[19]
- Божик Кариофилов (Бозикис Кариофилис), гръцки агент (трети клас) на гръцка андартска чета в Македония[19]
- Петър Капиков (Петрос Капикис), гръцки агент (трети клас) на гръцка андартска чета в Македония[19]
- Поп Петър Филипов (Παπαπέτρος Φιλιππίδης), деец на гръцката пропаганда от началото на ΧΧ век[20]
- Христо Манолов (1873 – ?), български революционер[21]